# (37897) 1998 FP64
1998 FP64 (asteroide 37897) é um asteroide da cintura principal. Possui uma excentricidade de 0.31353750 e uma inclinação de 13.32746º.
Este asteroide foi descoberto no dia 20 de março de 1998 por LINEAR em Socorro.